# Фашистская конференция в Монтрё (1934)
Фашистская конференция 1934 года в Монтрё, также известная как фашистский международный конгресс, была встречей депутатов ряда европейских фашистских организаций. Конференция состоялась 16-17 декабря 1934 г. в Монтре, Швейцария. Конференция была организована под председательством Comitati d’Azione per l’Universalità di Roma (CAUR; Комитеты действия за универсализацию римского опыта).

## Контекст
CAUR был сетью, основанной в 1933 году Бенито Муссолини. Директором CAUR был Эудженио Козельски, и его заявленная цель состояла в том, чтобы выступить в качестве сети для «фашистского интернационала». В попытке организации выявить «универсальный фашизм» возникли серьёзные препятствия, как и относительно критериев, которым должна соответствовать организация, чтобы квалифицироваться как «фашистская». Тем не менее к апрелю 1934 г. сеть выявила «фашистские» движения в 39 странах, включая все европейские страны, кроме Югославии, а также США, Канаду, Австралию, Южную Африку, пять стран в Азии и шесть в Латинской Америке. Поскольку разные группы пытались получить субсидии, возникали все конфликты по таким вопросам, как расизм, антисемитизм, корпоративизм и государственное устройство.

## Участники
Первая Всемирная конференция CAUR была проведена в Монтре 16 декабря. В нём приняли участие представители фашистских организаций из 13 европейских стран, в том числе Ион Моца от Железной Гвардии Румынии, Видкун Квислинг от Национального единения Норвегии, Георгиос С. Меркурис от Греческой национал-социалистической партии, Эрнесто Хименес Кабальеро от испанского движения Фаланга, Оуэн О`Даффи от ирландских синерубашечников, Марсель Бюкар от французской Франсистской партии, представители литовского Таутининки, португальских «Acção Escolar Vanguarda» и Национального союза Салазара во главе с Антониу Эса де Кейрушем (сын известного писателя и будущий глава национальной радиостанции Португалии), а также делегаты из Австрии, Бельгии, Дании, Греции, Нидерландов и Швейцарии.
Было заметно отсутствие представителей нацистской Германии. Конференция в Монтре состоялась всего через шесть месяцев после того, как нацистские агенты убили австрофашистского австрийского канцлера Энгельберта Дольфуса и возникший в результате дипломатический кризис между Италией и Германией. Точно так же Муссолини не позволил ни одному официальному представителю итальянской фашистской партии присутствовать на собрании, якобы для того, чтобы увидеть, чего могла достичь конференция, прежде чем оказывать полную официальную поддержку. Хосе Антонио Примо де Ривера, признавая участие членов Фаланги, сказал, что Фаланга не будет представлен как организация, поскольку CAUR не было «фашистским движением». Другие известные пропуска включали австрийца Эрнста Рюдигера фон Штархемберг и любых представителей Британского союза фашистов.

## Процесс
С самого начала конференция была омрачена серьёзными конфликтами между участниками. Козельский, исполняющий обязанности президента Конференции, столкнулся с Квислингом из-за важности нацистской Германии для международного фашизма. Мота, поддержанный датскими и швейцарскими делегатами, также создал отчуждение, подчеркнув центральное место антисемитизма для фашистских движений, шаг, против которого выступили Козельский и О`Даффи. Румынская железная гвардия подчеркнула необходимость того, чтобы раса была неотъемлемым компонентом фашизма.
По вопросу об антисемитизме было принято несколько компромиссных резолюций. Они заявили, что «еврейский вопрос не может быть превращен в универсальную кампанию ненависти против евреев», а также заявили: «Учитывая, что во многих местах определённые группы евреев находятся в завоеванных странах, оказывая открытое и тайное влияние, наносящее ущерб к материальным и моральным интересам страны, которая их питает, создавая своего рода государство в государстве, пользуясь всеми благами и отказываясь от всех обязанностей, считая, что они предоставили и склонны предоставить элементы, способствующие международной революции, которые Уничтожая идею патриотизма и христианской цивилизации, Конференция осуждает гнусное действие этих элементов и готова бороться с ними».
Делегаты на конференции также единодушно заявили о своей оппозиции коммунистическим движениям и Третьему Интернационалу.

## Результат
Вторая и последняя конференция состоялась в Монтрё в апреле 1935 года. Хосе Антонио Примо де Ривера кратко выступил на этой конференции, воспользовавшись возможностью выразить сочувствие движению, заявив, что Испания не готова участвовать ни в одном предприятии международного фашизма. потому что его движение было estrictamente nacional (строго национальное).
Конференция не смогла преодолеть пропасть между теми участниками, которые предлагали добиться национальной интеграции посредством корпоративной социально-экономической политики, и теми, кто выступал за призыв к расе. Претензии к «универсальному фашизму» не смогли пережить этот разрыв, и движение не достигло своей цели выступить в качестве противовеса международному коммунизму.
CAUR не получил официального одобрения итальянской фашистской партии или испанской Фаланги. Было неудачно либо представить общепринятое определение того, что такое «фашизм», либо объединить большинство крупных фашистских партий в одно международное движение.